# Tommaso Malerba

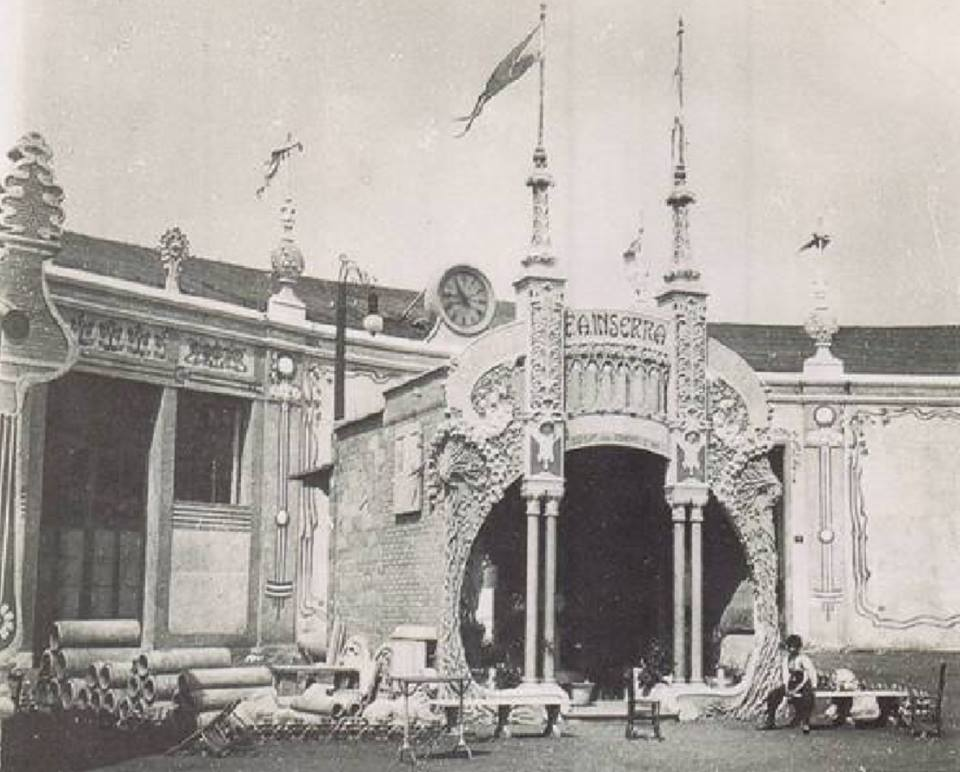
1907, Chiosco Inserra realizzato per la Seconda Esposizione Agricola siciliana.

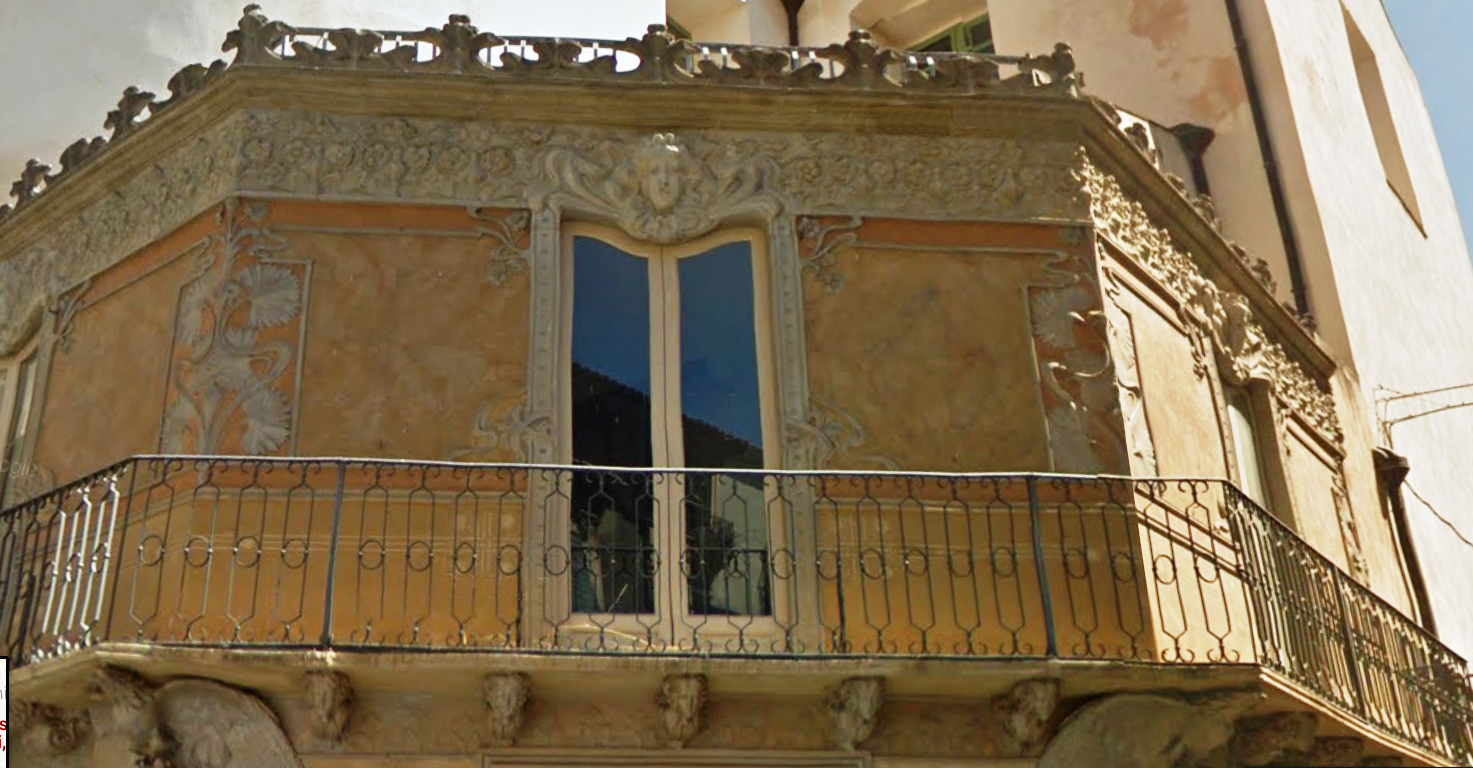
Catania, il Negozio Frigeri, ad angolo; situato all'incrocio tra via Alessandro Manzoni e via della Collegiata.

Tommaso Malerba (Catania, 1866 – 1962) è stato un architetto e ingegnere italiano.

## Biografia
Figlio di Agostino e Agata Bisagni, nacque a Catania in una famiglia alto-borghese e studiò a Napoli, dove si laureò in Ingegneria nel settembre del 1891. Nel 1904 è stato insignito dal Real Governo della Croce di cavaliere della Corona d'Italia per i suoi meriti di costruttore. Nel 1913 sposa la contessina Anna Pilo di Capaci. La casa della famiglia Malerba si trovava nel sobborgo di Ognina, nella zona di espansione nord est di Catania.  Egli fu influenzato dal gusto del Liberty francese e tedesco. Le opere a sua firma sono il Chiosco Inserra, il Palazzo Marano Giuffrida, il Palazzo Mazzone, il Palazzo Morano, il Palazzo in Piazza Duca di Camastra, la Palazzina Abate di Via Carmelo Abate, 12 e il Negozio Frigeri.